# Le Charme de l'amour
Pour plus de détails, voir Fiche technique et Distribution.
Le Charme de l'amour (Those Endearing Young Charms) est un film américain en noir et blanc réalisé par Lewis Allen, sorti en 1945.

## Synopsis
En 1945, à New York. Le lieutenant Hank Travers, don juan notoire, part en congé avec son ami Jerry. Jerry lui présente sa petite amie, Helen. Hank essaye aussitôt de la séduire.

## Fiche technique
- Titre original : Those Endearing Young Charms
- Titre français secondaire : Le Charme de l'amour
- Réalisation : Lewis Allen
- Scénario : Jerome Chodorov, d’après la pièce éponyme d'Edward Chodorov (1943)
- Producteur : Bert Granet
- Société de distribution : RKO Pictures
- Photographie : Ted Tetzlaff
- Montage : Roland Gross
- Musique : Roy Webb
- Pays de production : États-Unis
- Langue d'origine : anglais
- Format : noir et blanc - 1.37:1 - son : Mono (RCA Sound System)
- Genre : comédie romantique
- Durée : 81 min
- Dates de sortie : 
  - États-Unis : 19 juin 1945
  - France : 13 octobre 1948

## Distribution
- Robert Young : lieutenant Hurley 'Hank' Travers
- Laraine Day : Helen Brandt
- Ann Harding : Mme Brandt
- Bill Williams : Jerry
- Marc Cramer : le capitaine Larry Stowe
- Anne Jeffreys : Suzibelle
- Glen Vernon : Radioman 1st Class William Zantifar
- Norma Varden : Mme Woods
- Lawrence Tierney : lieutenant Ted Brewster
- Vera Marshe : Dot